# Manoir de Steglitz

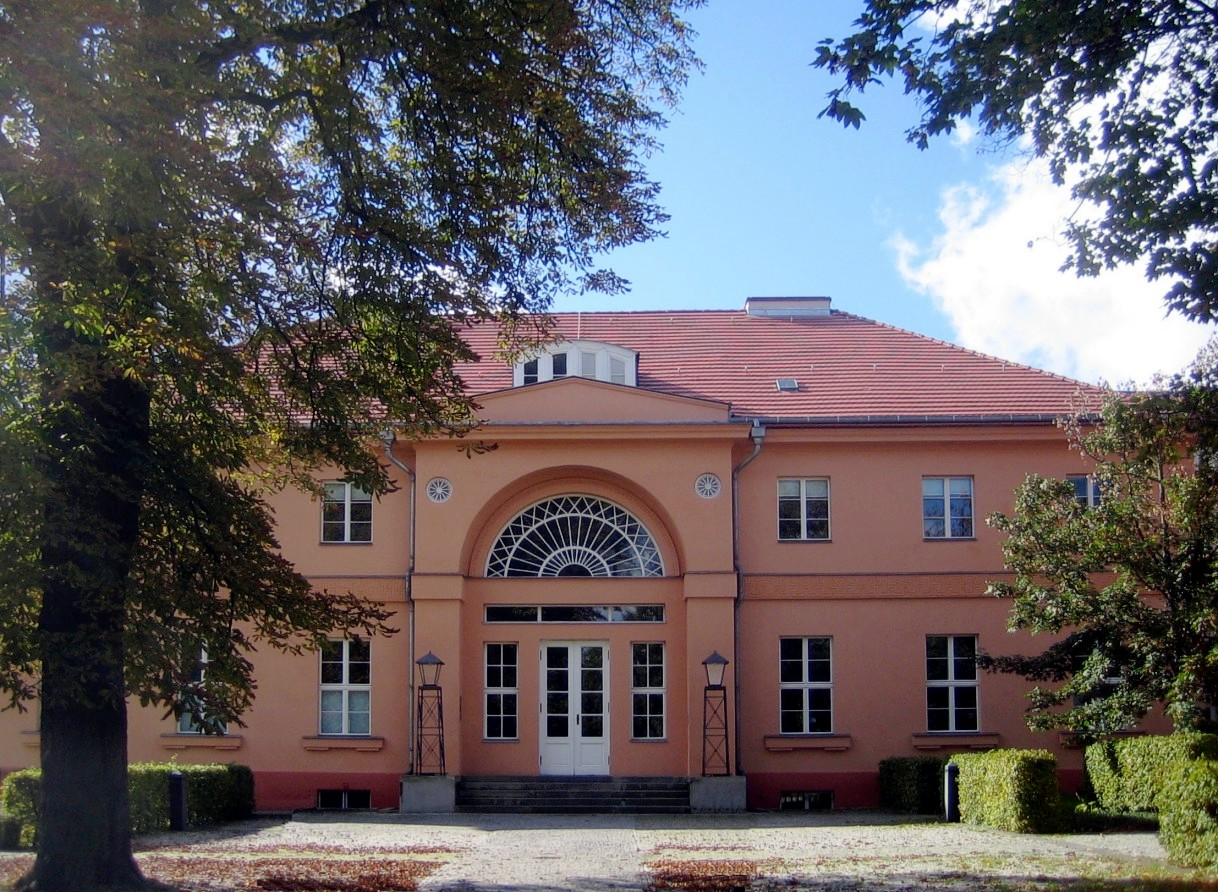
Manoir de Steglitz

Le manoir de Steglitz, également appelé château Wrangel, est une maison de campagne construite entre 1795 et 1808 dans le style classique dans le quartier berlinois de Steglitz. Le bâtiment érigé en hôtel particulier porte l'adresse Schloßstraße (de) 48 et abrite le théâtre du parc du château et une salle de cinéma dans un bâtiment adjacent. C'est l'un des derniers exemples du classicisme prussien ancien et il est classé depuis 1923.

## Situation
Le manoir de Steglitz est construit en tant que bâtiment représentatif au centre du vieux village de Steglitz en deux phases de construction. Il est situé à l'extrémité sud-ouest de la Schloßstraße (numéro 48), une rue commerçante bien connue et populaire du quartier et lui a donné son nom. Il est situé juste à côté d'une grande intersection très fréquentée avec une jonction avec l'autoroute 103.

## Histoire et dénomination

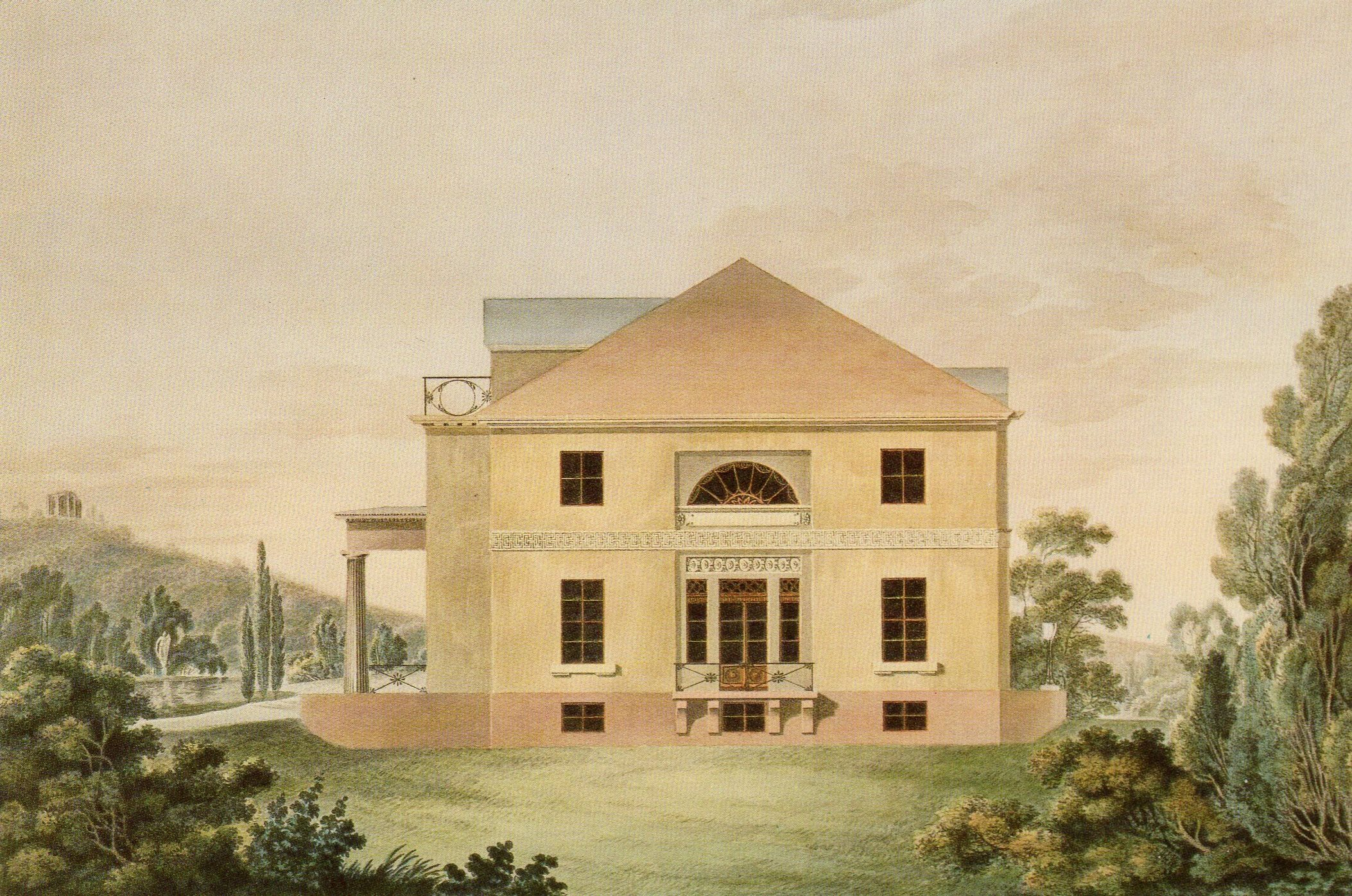
Vue du côté étroit du manoir de Steglitz en 1808 (aquarelle)

À la fin du XVIIIe siècle, le roi Frédéric-Guillaume II a ordonné la création de la chaussée de Berlin à Potsdam (de) , une route artificielle pavée qui est considérée comme la première chaussée moderne du royaume de Prusse. La route connue plus tard sous le nom de route provinciale Berlin- Potsdam passe par le centre du village de Steglitz et fait un virage serré à l'actuelle Wrangelstraße. C'est là que David Gilly fait construire le premier manoir sur la cour d'un ancien manoir dans les années 1795-1801. Exécuté jusqu'au bout, le conseiller de cabinet Carl Friedrich von Beyme, qui deviendra plus tard grand chancelier et ministre de la Justice, acquiert la propriété et achève le manoir sous la direction de Heinrich Gentz en 1808. Surtout, le rez-de-chaussée est transformé en un façon qui diffère des plans initiaux.
En avril 1871, la commune rebaptise la route provinciale Schloßstraße, bien que la partie sud du manoir de Steglitz porte toujours le nom de Lichterfelder Chaussee. Depuis la numérotation à l'échelle du Reich des routes longue distance en 1932 (à partir de 1934 Reichsstrassen), la Schloßstrasse fait partie de la Route impériale 1 (de) et plus tard de la Bundesstraße 1.

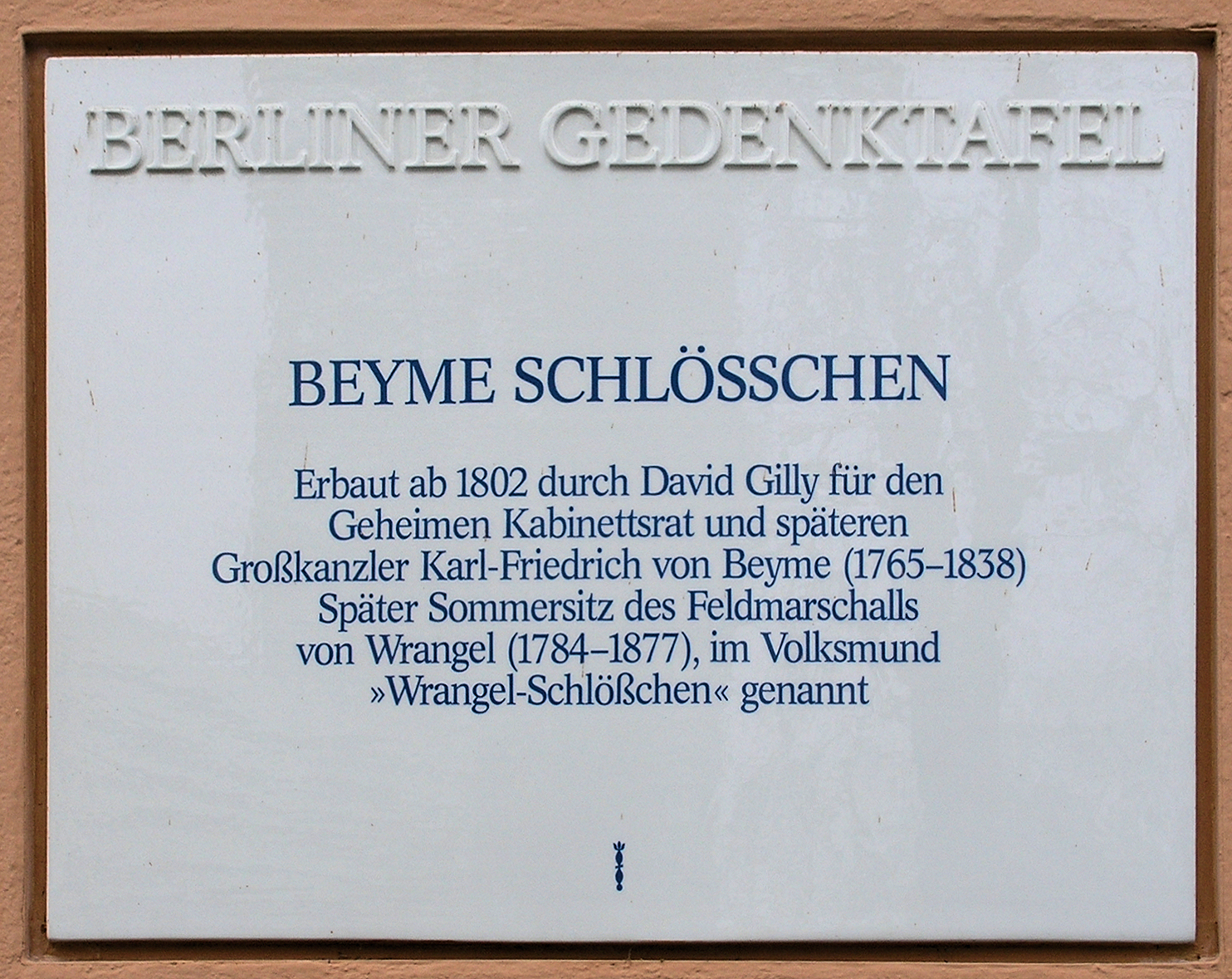
Plaque commémorative de Berlin sur la maison de la Schloßstraße 48

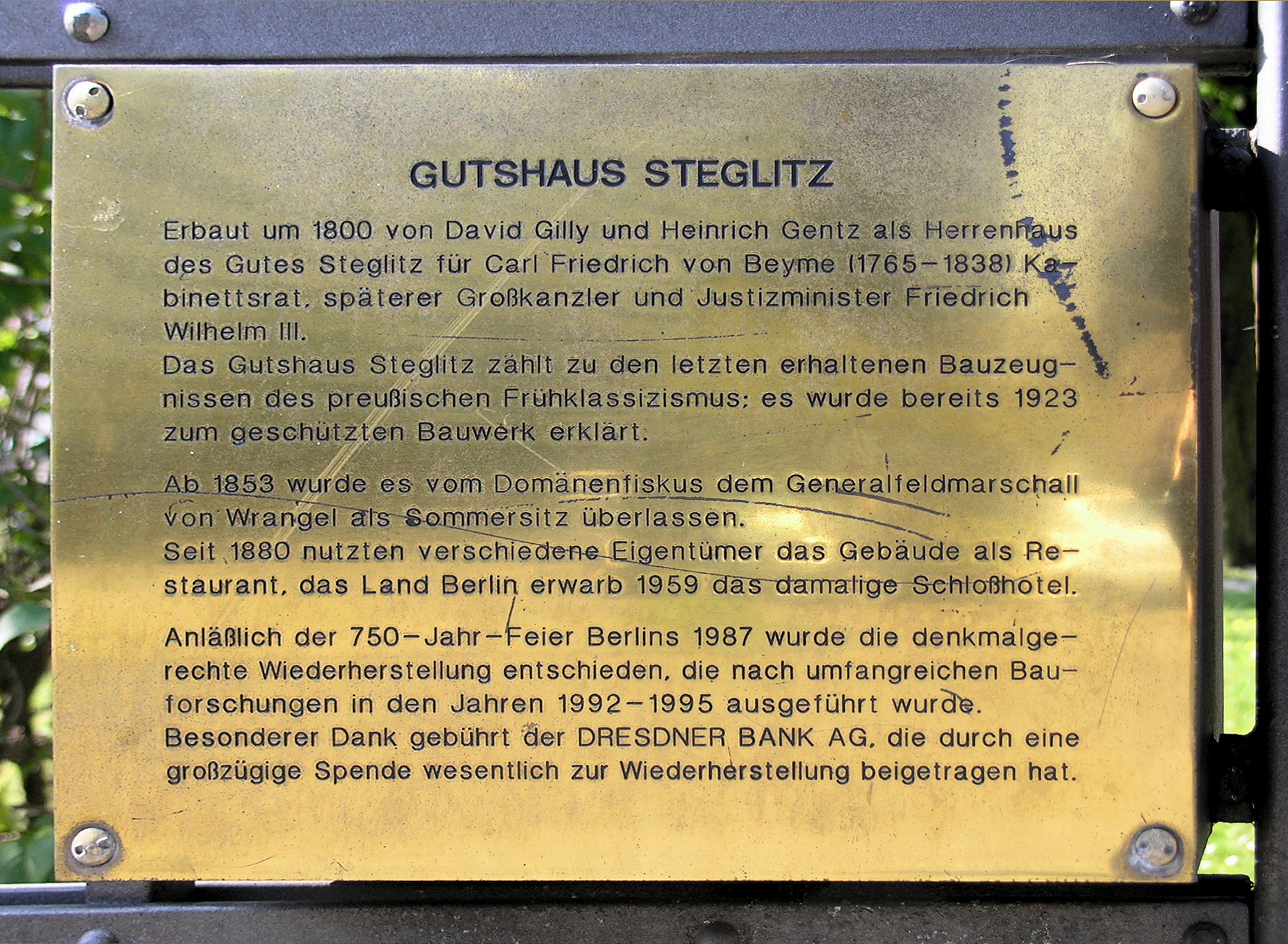
Plaque commémorative au manoir de Steglitz

En raison de son maître d'ouvrage et de son propriétaire, le manoir est surnommé le petit château de Beyme. Beyme est connu pour offrir des terres à ses paysans. Après sa mort en 1838, la fille de Beyme, Charlotte von Gerlach (1792-1870), vend le domaine à l'État. Les terres sont divisées en parcelles, vendues à partir de 1848 à des personnes désireuses de construire et progressivement aménagées. Le manoir reste en possession de l'État, qui l'offre à des personnalités méritantes pour en faire leur résidence : le lieutenant général Friedrich Wilhelm von Rauch, le lieutenant-général Friedrich von Brühl (de) et, en 1853, le maréchal Friedrich Heinrich Ernst von Wrangel, qui participe à la répression de la Révolution de Mars en 1848/1849. Wrangel fait souvent un séjour d'été dans le manoir de Steglitz, qui reste une propriété fiscale. Bien qu'il s'agisse d'une maison de maître, la population l'appelle "château" en raison de sa belle apparence, d'où le surnom de "château Wrangel". Une rue adjacente reçoit le nom de Wrangelstraße vers 1880.
L'État vend le bâtiment après la mort de Wrangel (1877). Au fil des décennies, les propriétaires successifs font procéder à différents aménagements et transformations en fonction des exigences d'utilisation de la maison. Il s'agit notamment d'aménager des chambres d'hôtes à l'étage supérieur et de transformer les combles en appartements. En 1880, un balcon est notamment ajouté au-dessus de l'entrée principale à l'est et en 1904, un jardin d'hiver est créé dans le prolongement ouest à colombages.
En 1920, les héritiers Haack sont répertoriés comme propriétaires dans le Berliner Adreßbuch. Le théâtre du parc du château est installé dans l'ancienne aile de service depuis 1921. Dès 1923, le bâtiment est placé sous la protection des monuments.
Après la Seconde Guerre mondiale, les forces d'occupation américaines utilisent le bâtiment. Ils font transformer le château en club d'officiers (Lightning Lounge) y compris l'utilisation comme hôtel et restaurant. En 1958, l'État de Berlin rachète l'ensemble du bâtiment aux Américains. Depuis lors, l'administration est assurée par le bureau de district local.
De 1992 à 1995, le manoir est restauré conformément aux règles de la protection des monuments historiques, pour un coût d'environ 16 millions de marks (environ 12,80 millions d'euros en monnaie actuelle, en tenant compte du pouvoir d'achat). Lors de ces travaux, la direction des travaux s'inspire largement des plans de construction de Gilly, les ajouts et les transformations sont supprimés. La protection des monuments historiques doit aux travaux de transformation, accompagnés de vastes études de construction et de travaux de restauration, des connaissances essentielles sur l'histoire de la construction du bâtiment.

## Architecture

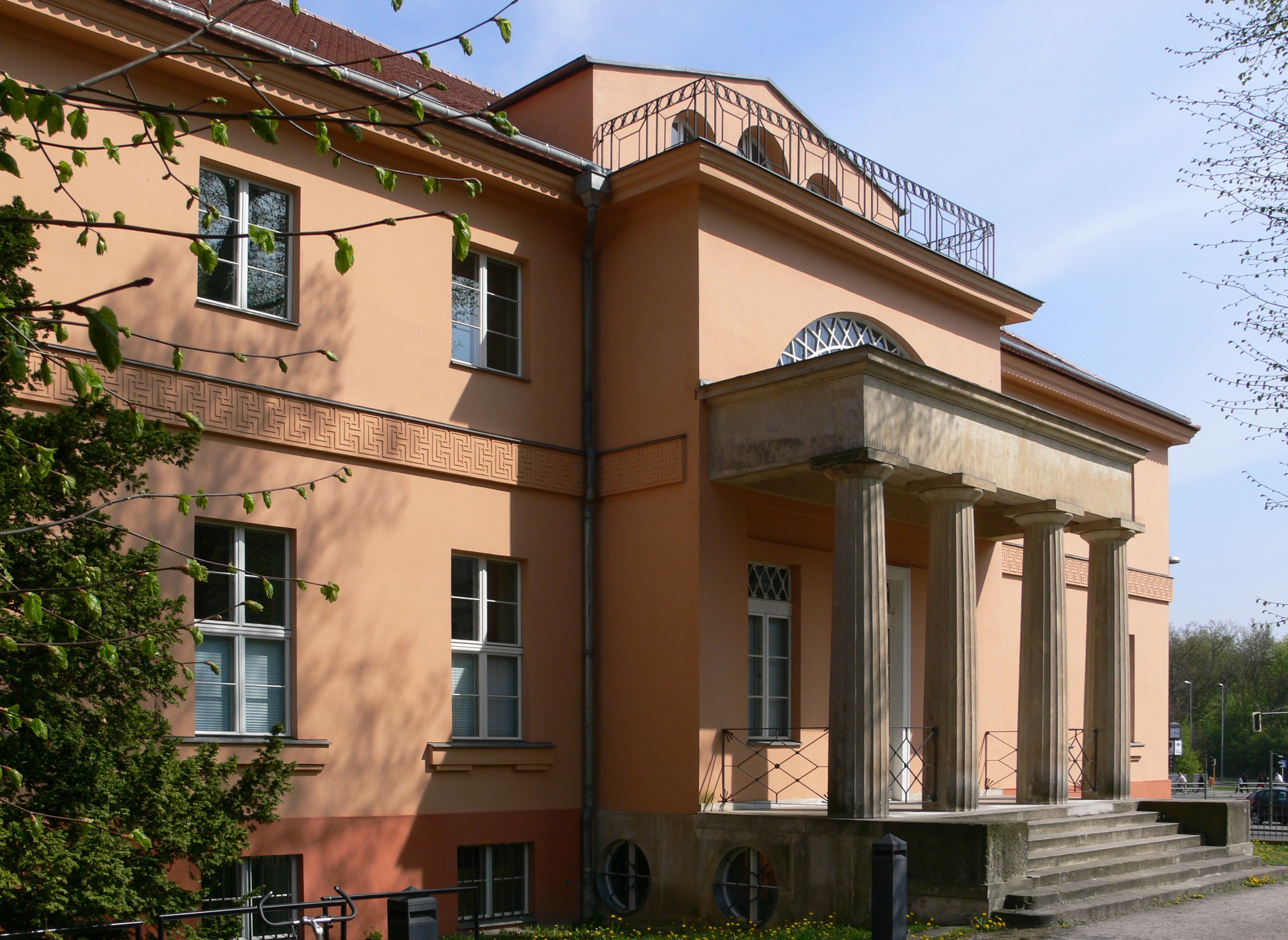
Côté jardin

Le manoir en forme de palais mesure 29,9 m de long, 15 m de large (22 m si l'on tient compte des accès avant et arrière) et est une construction en crépi à deux ailes et deux étages. Les étages sont visuellement séparés par une frise sinueuse, le bâtiment est fermé par un toit plat en croupe. L'avant-corps central du côté opposé à la rue est formé d'un portique à colonnes gréco-doriques et de fenêtres en plein cintre à meneaux. Le risalit revient au porche au niveau de l'avant-toit, dans la zone du toit au-dessus, il y a trois fenêtres cintrées. Sur Schloßstraße, un champ aveugle (de) accentue l'axe structurel central. La zone centrale de la maison montre la séquence typique d'un palais : un vestibule avec des escaliers et un salon de jardin rond.
Attenant au manoir se trouve un ancien bâtiment de ferme, qui est transformé en un petit théâtre dans les années 1920 appelé Théatre du parc du château et est maintenant dirigé par Dieter Hallervorden. Le portique de la partie théâtre est construit en 1920/1921 selon les plans de l'architecte Hans Heinrich Müller (de). Il y a aussi un cinéma dans le jardin du complexe.